# 王懷妃 (明世宗)
王懷妃（？—1557年），名失考，明朝明世宗朱厚熜之妃。

## 生平
王氏的入宮時間與年齡均無考。王氏生前為未封妃，嘉靖三十六年（1557年）八月二十日，「未封妃王氏」薨，賜號曰懷，喪禮依照順妃李氏之例舉行。根據《太常續考》的記載，王懷妃與耿平妃、吳定妃、李順妃、張安妃、王懷嬪、黃御嬪、趙宛嬪、馬常嬪於金山合葬同一墓，葬地位於西山紅石口。